# Сапожников, Александр Владимирович
Александр Владимирович Сапожников (1907—1987) — советский инженер-электротехник, лауреат Ленинской премии (1962).

## Биография
Родился 17 декабря 1907 года[по какому календарю?]. В 1928 году окончил Государственный электромашиностроительный институт.
В 1927—1930 гг. — инженер на Московском трансформаторном заводе (МТЗ). В 1930—1932 гг. служил в РККА, после чего вернулся на МТЗ и трудился на нём до 1961 года: в 1946—1948 гг. — старший инженер бюро научно-теоретических разработок, в 1948—1956 гг. — начальник проектного бюро сверхмощных трансформаторов, с 1956 года был руководителем группы изоляции БНРТ. С 1954 года — кандидат технических наук.
С 1961 по 1981 г. — старший научный сотрудник лаборатории изоляции трансформаторов и аппаратов ВЭИ.
Лауреат Ленинской премии (1962) — за создание комплекса высоковольтного оборудования на напряжение 500 кВ переменного тока. За создание силовых трансформаторов для линии электропередачи Волжской ГЭС имени В. И. Ленина был награждён орденом «Знак Почёта».
Умер 10 июля 1987 года.